# (14791) Atrée
(14791) Atrée, désignation internationale (14791) Atreus, est un astéroïde troyen jovien.

## Description
(14791) Atrée est un astéroïde troyen jovien, camp grec, c'est-à-dire situé au point de Lagrange L4 du système Soleil-Jupiter. Il présente une orbite caractérisée par un demi-grand axe de 5,147 UA, une excentricité de 0,160 et une inclinaison de 2,9° par rapport à l'écliptique.
Il est nommé en référence au personnage de la mythologie grecque Atrée, acteur du conflit légendaire de la guerre de Troie.

## Compléments